# La Virgen, San Luis Potosí
La Virgen är en ort i Mexiko.   Den ligger i kommunen Rioverde och delstaten San Luis Potosí, i den centrala delen av landet, 290 km norr om huvudstaden Mexico City. La Virgen ligger 978 meter över havet och antalet invånare är 411.
Terrängen runt La Virgen är platt åt sydväst, men åt nordost är den kuperad. Runt La Virgen är det ganska glesbefolkat, med 29 invånare per kvadratkilometer. Närmaste större samhälle är Río Verde, 7,1 km nordväst om La Virgen. Trakten runt La Virgen består i huvudsak av gräsmarker.